# Nuoto ai campionati mondiali di nuoto 2009
Le competizioni di nuoto ai Campionati mondiali di nuoto 2009 si sono svolte dal 26 luglio al 2 agosto 2009. Tutti gli eventi si sono disputati allo Stadio Olimpico del Nuoto di Roma, in Italia.

## Calendario
| ● | Competizioni | ● | Finali |

| Luglio/Agosto |    |    |    |    |    |    |    |    |    |    |    |    |    |    |    |    |
| 17            | 18 | 19 | 20 | 21 | 22 | 23 | 24 | 25 | 26 | 27 | 28 | 29 | 30 | 31 | 01 | 02 |
|               |    |    |    |    |    |    |    |    | ●  | ●  | ●  | ●  | ●  | ●  | ●  | ●  |

## Medagliere
| Posizione | Paese         |    |    |    | Totale |
| --------- | ------------- | -- | -- | -- | ------ |
| 1         | Stati Uniti   | 10 | 6  | 6  | 22     |
| 2         | Germania      | 4  | 4  | 1  | 9      |
| 3         | Cina          | 4  | 2  | 4  | 10     |
| 4         | Australia     | 3  | 4  | 9  | 16     |
| 5         | Italia        | 3  | 0  | 1  | 4      |
| 6         | Gran Bretagna | 2  | 3  | 2  | 7      |
| 7         | Ungheria      | 2  | 1  | 3  | 6      |
| 8         | Brasile       | 2  | 1  | 0  | 3      |
| 8         | Serbia        | 2  | 1  | 0  | 3      |
| 10        | Russia        | 1  | 5  | 1  | 7      |
| 11        | Giappone      | 1  | 2  | 1  | 4      |
| 12        | Tunisia       | 1  | 2  | 0  | 3      |
| 13        | Danimarca     | 1  | 1  | 0  | 2      |
| 13        | Svezia        | 1  | 1  | 0  | 2      |
| 13        | Zimbabwe      | 1  | 1  | 0  | 2      |
| 16        | Sudafrica     | 1  | 0  | 2  | 3      |
| 17        | Paesi Bassi   | 1  | 0  | 1  | 2      |
| 18        | Francia       | 0  | 3  | 3  | 6      |
| 19        | Canada        | 0  | 2  | 1  | 3      |
| 20        | Polonia       | 0  | 1  | 0  | 1      |
| 21        | Spagna        | 0  | 0  | 3  | 3      |
| 22        | Romania       | 0  | 0  | 1  | 1      |
| 22        | Austria       | 0  | 0  | 1  | 1      |
| 22        | Lituania      | 0  | 0  | 1  | 1      |
| 22        | Norvegia      | 0  | 0  | 1  | 1      |
| Totale    | Totale        | 40 | 40 | 42 | 122    |

## Podi

### Uomini
| Evento                          | Oro | Perform. | Argento | Perform. | Bronzo | Perform. |
| Stile libero                    | |          | |          | |          |
| 50 m (dettagli)                 | César Cielo Filho | 21"08    | Frédérick Bousquet | 21"21    | Amaury Leveaux | 21"25    |
| 100 m (dettagli)                | César Cielo Filho | 46"91    | Alain Bernard | 47"12    | Frédérick Bousquet | 47"25    |
| 200 m (dettagli)                | Paul Biedermann | 1'42"00  | Michael Phelps | 1'43"22  | Danila Izotov | 1'43"90  |
| 400 m (dettagli)                | Paul Biedermann | 3'40"07  | Oussama Mellouli | 3'41"11  | Zhang Lin | 3'41"35  |
| 800 m (dettagli)                | Zhang Lin | 7'32"12  | Oussama Mellouli | 7'35"27  | Ryan Cochrane | 7'41"92  |
| 1500 m (dettagli)               | Oussama Mellouli | 14'37"28 | Ryan Cochrane | 14'41"38 | Sun Yang | 14'46"84 |
| Dorso                           | |          | |          | |          |
| 50 m (dettagli)                 | Liam Tancock | 24"04    | Junya Koga | 24"24    | Gerhard Zandberg | 24"34    |
| 100 m (dettagli)                | Junya Koga | 52"26    | Helge Meeuw | 52"54    | Aschwin Wildeboer | 52"64    |
| 200 m (dettagli)                | Aaron Peirsol | 1'51"92  | Ryōsuke Irie | 1'52"51  | Ryan Lochte | 1'53"82  |
| Rana                            | |          | |          | |          |
| 50 m (dettagli)                 | Cameron van der Burgh | 26"67    | Felipe França Silva | 26"76    | Mark Gangloff | 26"86    |
| 100 m (dettagli)                | Brenton Rickard | 58"58    | Hugues Duboscq | 58"64    | Cameron van der Burgh | 58"95    |
| 200 m (dettagli)                | Dániel Gyurta | 2'07"64  | Eric Shanteau | 2'07"65  | Giedrius Titenis Christian Sprenger | 2'07"80  |
| Farfalla                        | |          | |          | |          |
| 50 m (dettagli)                 | Milorad Čavić | 22"67    | Matthew Targett | 22"73    | Rafael Muñoz Pérez | 22"88    |
| 100 m (dettagli)                | Michael Phelps | 49"82    | Milorad Čavić | 49"95    | Rafael Muñoz Pérez | 50"41    |
| 200 m (dettagli)                | Michael Phelps | 1'51"51  | Paweł Korzeniowski | 1'53"23  | Takeshi Matsuda | 1'53"32  |
| Misti                           | |          | |          | |          |
| 200 m (dettagli)                | Ryan Lochte | 1'54"10  | László Cseh | 1'55"24  | Eric Shanteau | 1'55"36  |
| 400 m (dettagli)                | Ryan Lochte | 4'07"01  | Tyler Clary | 4'07"31  | László Cseh | 4'07"37  |
| Staffette                       | |          | |          | |          |
| 4x100 m stile libero (dettagli) | Stati Uniti Michael Phelps (47"78) Ryan Lochte (47"03) Matt Grevers (47"61) Nathan Adrian (46"79) Garrett Weber-Gale* Ricky Berens* Cullen Jones*                | 3'09"21  | Russia Evgenij Lagunov (47"90) Andrej Grečin (47"00) Danila Izotov (47"23) Aleksandr Suchorukov (47"39) Nikita Konovalov*                           | 3'09"52  | Francia Fabien Gilot (47"73) Alain Bernard (46"46) Grégory Mallet (48"28) Frédérick Bousquet (47"42) Amaury Leveaux* William Meynard*   | 3'09"89  |
| 4x200 m stile libero (dettagli) | Stati Uniti Michael Phelps (1'44"49) Ricky Berens (1'44"13) David Walters (1'45"47) Ryan Lochte (1'44"46) Daniel Madwed* Davis Tarwater* Peter Vanderkaay*       | 6'58"55  | Russia Nikita Lobincev (1'45"10) Michail Poliščuk (1'45"42) Danila Izotov (1'44"48) Aleksandr Suchorukov (1'44"15) Evgeniy Lagunov* Sergei Perunin* | 6'59"15  | Australia Kenrick Monk (1'46"00) Robert Hurley (1'46"47) Tommaso D'Orsogna (1'44"82) Patrick Murphy (1'44"36) Nick Ffrost* Kirk Palmer* | 7'01"65  |
| 4x100 m misti (dettagli)        | Stati Uniti Aaron Peirsol (52"19)RC Eric Shanteau (58"57) Michael Phelps (49"72) David Walters (46"80) Matt Grevers* Mark Gangloff* Tyler McGill* Nathan Adrian* | 3'27"28  | Germania Helge Meeuw (52"27) Hendrik Feldwehr (58"51) Benjamin Starke (50"91) Paul Biedermann (46"89)                                               | 3'28"58  | Australia Ashley Delaney (53"10) Brenton Rickard (57"80) Andrew Lauterstein (50"58) Matthew Targett (47"16) Christian Sprenger*         | 3'28"64  |

### Donne
| Evento                          | Oro | Perform. | Argento | Perform. | Bronzo | Perform. |
| Stile libero                    | |          | |          | |          |
| 50 m (dettagli)                 | Britta Steffen | 23"73    | Therese Alshammar | 23"88    | Cate Campbell Marleen Veldhuis | 23"99    |
| 100 m (dettagli)                | Britta Steffen | 52"07    | Francesca Halsall | 52"87    | Lisbeth Trickett | 52"93    |
| 200 m (dettagli)                | Federica Pellegrini | 1'52"98  | Allison Schmitt | 1'54"96  | Dana Vollmer | 1'55"64  |
| 400 m (dettagli)                | Federica Pellegrini | 3'59"15  | Joanne Jackson | 4'00"60  | Rebecca Adlington | 4'00"79  |
| 800 m (dettagli)                | Lotte Friis | 8'15"92  | Joanne Jackson | 8'16"66  | Alessia Filippi | 8'17"21  |
| 1500 m (dettagli)               | Alessia Filippi | 15'44"93 | Lotte Friis | 15'46"30 | Camelia Potec | 15'55"63 |
| Dorso                           | |          | |          | |          |
| 50 m (dettagli)                 | Jing Zhao | 27"06    | Daniela Samulski | 27"23    | Chang Gao | 27"28    |
| 100 m (dettagli)                | Gemma Spofforth | 58"12    | Anastasija Zueva | 58"18    | Emily Seebohm | 58"88    |
| 200 m (dettagli)                | Kirsty Coventry | 2'04"81  | Anastasija Zueva | 2'04"94  | Elizabeth Beisel | 2'06"39  |
| Rana                            | |          | |          | |          |
| 50 m (dettagli)                 | Julija Efimova | 30"09    | Rebecca Soni | 30"11    | Sarah Katsoulis | 30"16    |
| 100 m (dettagli)                | Rebecca Soni | 1'04"93  | Julija Efimova | 1'05"41  | Kasey Carlson | 1'05"75  |
| 200 m (dettagli)                | Nađa Higl | 2'21"62  | Annamay Pierse | 2'21"84  | Mirna Jukić | 2'21"97  |
| Farfalla                        | |          | |          | |          |
| 50 m (dettagli)                 | Marieke Guehrer | 25"48    | Zhou Yafei | 25"57    | Ingvild Snildal | 25"58    |
| 100 m (dettagli)                | Sarah Sjöström | 56"06    | Jessicah Schipper | 56"23    | Jiao Liuyang | 56"86    |
| 200 m (dettagli)                | Jessicah Schipper | 2'03"41  | Liu Zige | 2'03"90  | Katinka Hosszú | 2'04"28  |
| Misti                           | |          | |          | |          |
| 200 m (dettagli)                | Ariana Kukors | 2'06"15  | Stephanie Rice | 2'07"03  | Katinka Hosszú | 2'07"46  |
| 400 m (dettagli)                | Katinka Hosszú | 4'30"31  | Kirsty Coventry | 4'32"12  | Stephanie Rice | 4'32"29  |
| Staffette                       | |          | |          | |          |
| 4x100 m stile libero (dettagli) | Paesi Bassi Inge Dekker (53"61) Ranomi Kromowidjojo (52"30) Femke Heemskerk (53"03) Marleen Veldhuis (52"78) Hinkelien Schreuder* | 3'31"72  | Germania Britta Steffen (52"22) RM Daniela Samulski (53"49) Petra Dallmann (53"75) Daniela Schreiber (52"37)                                             | 3'31"83  | Australia Lisbeth Trickett (52"62) Marieke Guehrer (53"60) Shayne Reese (53"25) Felicity Galvez (53"54) Sally Foster* Meagan Nay*   | 3'33"01  |
| 4x200 m stile libero (dettagli) | Cina Yang Yu (1'55"47) Zhu Qianwei (1'55"79) Liu Jing (1'56"09) Pang Jiaying (1'54"73)                                            | 7'42"08  | Stati Uniti Dana Vollmer (1'55"29) Lacey Nymeyer (1'57"88) Ariana Kukors (1'55"18) Allison Schmitt (1'54"21) Dagney Knutson* Alyssa Anderson*            | 7'42"56  | Regno Unito Joanne Jackson (1'55"98) Jazmin Carlin (1'56"78) Caitlin McClatchey (1'56"42) Rebecca Adlington (1'56"33) Hannah Miley* | 7'45"51  |
| 4x100 m misti (dettagli)        | Cina Zhao Jing (58"98) Chen Huijia (1'04"12) Jiao Liuyang (56"19) Li Zhesi (52"81)                                                | 3'52"19  | Australia Emily Seebohm (59"40) Sarah Katsoulis (1'04"65) Jessicah Schipper (56"19) Lisbeth Trickett (52"34) Sally Foster* Stephanie Rice* Shayne Reese* | 3'52"58  | Germania Daniela Samulski (59"85) Sarah Poewe (1'06"81) Annika Mehlhorn (57"14) Britta Steffen (51"99) Daniela Schreiber*           | 3'55"79  |